# Company (Glass)
Pour les articles homonymes, voir Company.
Company devenu également le Quatuor à cordes no 2 de Philip Glass est une œuvre composée en 1982 pour quatuor à cordes et également adapté pour orchestre.

## Historique
La genèse de cette œuvre de Glass remonte aux années 1964-1966, lorsque étudiant à Paris il s'intéressa aux pièces de Samuel Beckett, notamment sous l'influence de sa première épouse la metteuse en scène JoAnne Akalaitis fondatrice du Mabou Mines. Il décide au début des années 1980 d'illustrer musicalement la pièce Company (1978) de l'auteur adaptée par Fred Neumann et en donne la première en janvier 1983 à New York.

## Structure
Company est composé de quatre mouvements classiques :
1. Premier mouvement (~2 min 30 s)
2. Deuxième mouvement (~2 min 00 s)
3. Troisième mouvement (~1 min 50 s)
4. Quatrième mouvement (~2 min 30 s)

L'exécution de l'œuvre dure environ 9 minutes.

## Discographie
- Company (version pour orchestre), sur le disque Concerto pour violon et orchestre par Adele Anthony et le Ulster Orchestra dirigé par Takuo Yuasa, chez Naxos, 2000.